# Proconsul (linh trưởng)
Proconsul là một chi thời kỳ đầu thuộc bộ linh trưởng, sống vào thế Miocene (22 đến 15 triệu năm trước) ở Kenya, Uganda, và phân bố hạn chế ở châu Phi.
Phần hàm được phát hiện đầu tiên vào năm 1909 bởi một nhà thám hiểm vàng ở Koru, phía tây Kenya. Được coi là hóa thạch vượn người lâu đời nhất được biết đến cho đến gần đây và là hóa thạch động vật có vú đầu tiên được tìm thấy ở châu Phi cận Sahara. Cái tên Proconsul do Arthur Hopwood nghĩ ra vào năm 1933 và có nghĩa là “trước Lãnh sự” – tên của một con tinh tinh bị nuôi nhốt nổi tiếng ở London.